# Gabin Lorre
Pas d'image ? Cliquez ici

a Compétitions nationales et continentales officielles uniquement.

Dernière mise à jour le 20 octobre 2024.
Gabin Lorre, né le 23 décembre 2001, est un joueur français de rugby à XV évoluant principalement au poste d'arrière avec l'AS Béziers.

## Biographie

### Jeunesse et formation
Gabin Lorre naît le 23 décembre 2001 et grandit à Lodève, dans l'Hérault. Lorre découvre le rugby à XV à l'âge de quatre ans au RCO Salagou. Il poursuit sa formation au Montpellier Hérault Rugby, avant de rejoindre le Stade piscénois. En 2019, il intègre les rangs des Crabos de l'AS Béziers.

### Carrière professionnelle
Gabin Lorre rejoint le groupe professionnel de l'AS Béziers durant l'été 2021 pour la préparation d'avant-saison, disputant des matchs amicaux contre le Stade montois et au RC Narbonne. Il fait ses débuts en Pro D2 lors de la saison 2021-2022 contre Oyonnax Rugby au stade Charles-Mathon. Ses débuts sont prometteurs, il joue huit matchs durant sa première saison et inscrit deux essais.
Étudiant à SupExup Narbonne en BTS négociation relation client,, Lorre revêt également le maillot de l'équipe de France universitaire, inscrivant un essai lors d'une défaite d'un point face à l'Angleterre en avril 2022.
La saison 2022-2023 voit Lorre obtenir davantage de temps de jeu, avec une présence régulière au sein de l'effectif. Polyvalent, il est utilisé à l'aile et à l'arrière et dispute dix-huit matchs pour sept essais inscrits. Il devient un joueur essentiel de l'équipe.
En 2023-2024, il brille en inscrivant treize essais et délivrant de nombreuses passes décisives, notamment pour Raffaele Storti, jouant un rôle clé dans la bonne saison de l'ASBH. Pendant la saison, il prolonge son contrat avec l'AS Béziers jusqu'en 2027. Lorre, désormais un joueur cadre de l'ASBH,, se démarque par des actions marquantes, comme un drop de 60 mètres contre le Rouen Normandie Rugby et un essai spectaculaire contre l'US Dax après une course de près de 90 mètres,. Il enchaîne les performances haut-niveau, et le manager Pierre Caillet décale alors l'international espagnol Charly Malié au poste de demi d'ouverture. Cependant, l'AS Béziers échoue en demi-finale contre le RC Vannes, empêchant la montée en Top 14 du club héraultais. 
Convoité par des clubs de Top 14 durant l'intersaison 2024, notamment l'USA Perpignan, Lorre choisit de rester à l'AS Béziers pour la saison 2024-2025, s'imposant comme l'un des joueurs phares de Pro D2. Cette saison-là, Gabin Lorre fait partie des joueurs incontournables de l'AS Béziers.

## Statistiques
| Saison                | Saison                | Championnat | Championnat | Championnat | Championnat | Championnat | Championnat | Championnat |
| Saison                | Saison                | Compétition | M           | Pts         | Ess.        | Pén.        | Tr.         | Dp.         |
| --------------------- | --------------------- | ----------- | ----------- | ----------- | ----------- | ----------- | ----------- | ----------- |
| 2021-2022             | AS Béziers            | Pro D2      | 8           | 12          | 2           | -           | 1           | -           |
| 2022-2023             | AS Béziers            | Pro D2      | 18          | 37          | 7           | -           | 1           | -           |
| 2023-2024             | AS Béziers            | Pro D2      | 26          | 113         | 14          | 5           | 8           | 4           |
| 2024-2025             | AS Béziers            | Pro D2      | 6           | 14          | 2           | -           | 2           | -           |
| Sous-total AS Béziers | Sous-total AS Béziers | Pro D2      | 58          | 176         | 25          | 5           | 12          | 4           |